# إنغيبورغ هوشمير
إنغيبورغ هوشمير Ingeborg Hochmair مواليد (1953). مهندسة كهرباء نمساوية من جامعة فيينا للتكنولوجيا، ساهمت في أول عملية زرع حلزون أذن متعدد القنوات مع زوجها البروفيسور إروين هوشمير، وأسست بالمشاركة مع زوجها شركة الأجهزة الطبية MED-EL، وتشغل حالياً منصب المدير التنفيذي ورئيس قسم تكنولوجيا المعلومات في الشركة. حصلت عام 2013 بالمشاركة مع عالمين آخرين على جائزة لاسكر ديبكي للبحوث الطبية السريرية تكريماً لها على مشاركتها في تطوير عملية زرع الحلزون الصناعي في الأذن.

## سيرتها الشخصية
ولدت إنغيبورغ هوشمير في فيينا في النمسا عام 1953. كانت والدتها فيزيائية ووالدها عميد كلية الهندسة الميكانيكية بجامعة فيينا للتكنولوجيا، وجدتها واحدة من أوائل المهندسات الكيميائيات في النمسا. بدأت إنغيبورغ دراستها في جامعة فيينا للتكنولوجيا في قسم الهندسة الكهربائية عام 1971، وكانت أول امرأة تحصل على الدكتوراه مع درجة الامتياز وذلك عند تخرجها عام 1979، بحثت في أطروحتها للدكتوراه تقييم نظام التحفيز متعدد القنوات للعصب السمعي. عملت إنغيبورغ أستاذة مساعدة في معهد الهندسة الكهربائية والإلكترونيات العامة بجامعة فيينا للتكنولوجيا بين عامي 1976 - 1986، وعملت أيضاً أستاذة زائرة في معهد الإلكترونيات في كلية الطب بجامعة ستانفورد عام 1979. قررت إنغيبورغ مع زوجها الانتقال من فيينا إلى إنسبروك عام 1986، حيث عملت أستاذة مساعدة ثم أستاذة مشاركة في معهد الفيزياء التطبيقية في جامعة إنسبروك حتى العام 1999.
شاركت إنغيبورغ هوشمير مع زوجها إروين في إنشاء شركة لتطوير وتصنيع الأجهزة السمعية في أوائل الثمانينيات، وأطلق عليها شركة MED-EL للأجهزة الطبية، انطلقت الشركة بصورة رسمية عام 1990، اعتباراً من عام 2000 أسَّست إنغيبورغ هوشمير وشاركت في تأسيس العديد من الشركات المرتبطة بمجال فقدان السمع وزراعة الأجهزة السمعية.

## زرع الحلزون الصناعي
بدأت إنغيبورغ هوشمير في عام 1975 بالمشاركة مع زوجها إروين الأبحاث لتطوير عملية زرع الحلزون الصناعي في جامعة فيينا للتكنولوجيا، مع هدف رئيسي يتمثل في تمكين المريض ليس فقط من سماع الأصوات ولكن أيضاً تحسين فهم الكلام، وطور الزوجان معاً أول زرع حلزون صناعي متعدد القنوات في العالم، اشتمل هذا الجهاز الجديد على قطب كهربائي مرن وطويل يمكنه -ولأول مرة- توصيل إشارات كهربائية إلى العصب السمعي على طول جزء كبير من الحلزون. ولهذا الجهاز أيضاً 8 قنوات، مع معدل تحفيز قدره 10 آلاف نبضة في الثانية الواحدة لكل قناة، وثمانية مصادر منفصلة للتيار، وإلكترود مرن يدخل لحوالي 22 - 25 ملم في الحلزون. زُرع الجهاز الأول في 16 ديسمبر 1977 في فيينا من قبل البروفيسور كورت بوريان، وأجري الزرع الثاني في مارس 1978، وكانت النتائج مذهلة رغم بعض الاختلاطات البسيطة التي عانى منها المريضان.
أضيفت بعض التعديلات للنسخة الجديدة من الجهاز لتحسين دقة الإشارة، وفي عام 1980 أصبح بالإمكان فهم الكلمات والجمل دون قراءة الشفاه عبر معالج صوت صغير يُضاف للجهاز، وعلى مر السنين زرع حوالي 500 جهاز لمرضى بالغين وأطفال، وفي عام 1991 صُمِّم أول معالج خلف الأذن (BTE) في العالم يضاف للحلزون الصناعي للمزروع وذلك بهدف تخفيض استهلاك الطاقة وتحقيق معالجة أفضل للأصوات.
كانت إنغيبورغ هوشمير طوال هذه السنوات وبصفتها المديرة التنفيذية لشركة MED-EL المُشرفة على تطوير العديد من المنتجات سابقة الذكر، والتي وفرت حلولاً سبَّاقة لتلبية احتياجات المرضى والجراحين في جميع أنحاء العالم في مجال أجهزة تحسين السمع.
يعتبر الحلزون الصناعي (CI) جهازاً تعويضياً يزرع جراحياً لتوفير إحساس صوتي عند الأشخاص الذين يعانون من ضعف السمع الحسي العصبي المعتدل إلى الشديد، يحول هذا الجهاز الموجات الصوتية لإشارات كهربائية تحفز مباشرة العصب السمعي ويتعلم الدماغ تفسير تلك الإشارات على أنها أصوت أو كلمات.
للحلزون الصناعي مكونان رئيسيان، يُرتدى المكوِّن الخارجي خلف الأذن غالباً، ويمكن تعليقه بالملابس على سبيل المثال عند الأطفال الصغار، ويحتوي هذا المكوِّن على معالج صوت وميكروفونات وإلكترونيات دقيقة وبطارية وملف ينقل الإشارات الكهربائية عبر الجلد، أما المكون الداخلي فهو الحلزون الصناعي الفعلي، ويحتوي على ملف لتلقي الإشارات الكهربائية، مع مجموعة من الأقطاب الكهربائية التي توضع في الحلزون وتكون مهمتها تحفيز العصب السمعي.
عادةً ما تجرى عملية زرع الحلزون الجراحية تحت التخدير العام، وتكون المخاطر والاختلاطات الجراحية بسيطة غالباً وقد تشمل الطنين والدوار. ومنذ الأيام الأولى لهذه العملية في السبعينيات والثمانينيات زاد إدراك المرضى وفهمهم للكلام عبر الحلزون الصناعي المزروع بشكلٍ مطرد، بل ويكتسب العديد من المرضى الذين يستخدمون الحلزون الصناعي الحديث مهاراتٍ وقدرات سمعية جيدة، خاصةً عندما يقترن ذلك بملاحظة حركة الشفاه. ومع ذلك فهناك خطر عدم اكتساب اللغة المحكية عند الأطفال الصم بنسبة 30%. وأحد التحديات التي لا تزال قائمة حتى الآن مع الحلزون الصناعي هي أنَّ مهارات فهم السمع والكلام بعد الزرع تظهر مجموعة واسعة من الاختلافات بين المرضى، ويبدو أنَّها عوامل مثل مدة فقدان السمع ومدته، وكيفية تموضع الحلزون المزروع في الأذن، والصحة العامة للعصب السمعي، ولكن لا توجد عوامل تنبؤية معينة معروفة حتى الآن.
ما يزال هناك جدل واسع حتى الآن حول أجهزة الحلزون الصناعية على الرغم من توفير القدرة على الاتصال السمعي والكلام الشفوي للأطفال والبالغين الذين يعانون من ضعف السمع الشديد إلى العميق، وجاءت الكثير من الاعتراضات على زراعة الحلزون من مجتمع الصم، فبالنسبة لبعض الناشطين في مجتمع الصم، تشكل زراعة الحلزون إهانة لثقافتهم، لأنهم أقلية مُهددة من قبل الغالبية غير الصماء.

## المنشورات
كتبت إنغيبورغ هوشمير أكثر من 100 كتاب ومنشور علمي في مجال زراعة الحلزون الصناعي، الأجهزة الطبية، تقنيات معالجة الكلام وغيرها، ومن أهمها ما يلي:
- زرع أول حلزون إلكتروني متعدد القنوات في 16 ديسمبر 1977.
- استخدام قطب كهربائي فائق المرونة مقاوم للشد لتعزيز عملية التحفيز السمعي والحائز على براءة اختراع رقم 4284856 لعام 1979.
- تطوير قطب كهربائي رفيع يمكن إدخاله لنحو 25 ملم ضمن حلزون الأذن.
- تطوير أول معالج صوتي خارج أذني لتحسين عملية فهم الكلام في الدماغ.

## الجوائز والتكريم
- جائزة ليوناردو دافنشي عام 1980.
- جائزة هولزر من جامعة فيينا للتكنولوجيا عام 1981.
- جائزة ساندوز عام 1984.
- حصلت على لقب سيدة أعمال العام بصفتها المدير التنفيذي لشركة MED-EL عام 1995.
- ميدالية فيلهلم إكسنر عام 1996.[8]
- منحت عام 2004 مع زوجها إروين درجة الدكتوراه الفخرية في الطب من قبل جامعة ميونخ للتكنولوجيا، كرواد لتكنولوجيا ضعف السمع، ولتطويرهما أول عملية زرع حلزون الأذن متعددة القنوات باستخدام التكنولوجيا الهجينة.
- دكتوراه فخرية من جامعة إنسبروك الطبية.[9]
- منحت جائزة لاسكر ديباكي للبحوث الطبية السريرية عام 2013 إلى جانب كل من جريمي كلارك وبلاك ويلسون، تقديراً لها على دورها في تطوير زراعة الحلزون الصناعي.
- جائزة روس عام 2015.[10]